# Podziałka liniowa
Podziałka liniowa – graficzny obraz skali mapy mający postać odcinka podzielonego na równe części w wybranych jednostkach miary. Dzięki podziałce liniowej można dokonywać szybkiego pomiaru długości na mapie. Zasada budowy podziałki opiera się na linii prostej odpowiednio podzielonej i opisanej, na której jest przedstawiony stosunek odległości na mapie i odpowiadającej jej rzeczywistej w terenie.

Na mapach i planach o dużej skali, tych obejmujących niewielki obszar, oraz na rysunkach inżynieryjnych i architektonicznych, chcąc wyznaczyć długość odcinka wystarczy odłożyć go na podziałce. W większości odwzorowań skala liniowa jednak zmienia się wraz z szerokością geograficzną, dlatego na mapach o małej skali, obejmujących duże obszary i szeroki zakres szerokości geograficznych, skala liniowa powinna być przedstawiana za pomocą podziałki złożonej.
Ze względu na to, że większość map morskich jest skonstruowana przy użyciu odwzorowania Merkatora, którego skala liniowa różni się zależnie od szerokości geograficznej, podziałki liniowe nie są stosowane na mapach o skalach mniejszych niż około 1:80 000.